# Contes, Alpes-Maritimes
Contes je naselje in občina v jugovzhodnem francoskem departmaju Alpes-Maritimes regije Provansa-Alpe-Azurna obala. Ima okoli 7.500 prebivalcev.

## Geografija
Kraj leži v pokrajini Provansi ob reki Paillon de Contes, 15 km severovzhodno od središča departmaja Nice.

## Administracija
Contes je sedež istoimenskega kantona, v katerega so poleg njegove vključene še občine Bendejun, Berre-les-Alpes, Cantaron, Châteauneuf-Villevieille, Coaraze in Drap s 15.484 prebivalci.
Kanton je sestavni del okrožja Nica.